# Alan McDonald (Fußballspieler)
Alan McDonald (* 12. Oktober 1963 in Belfast; † 23. Juni 2012 in Lisburn) war ein nordirischer Fußballspieler und -trainer. Zwischen 1981 und 1997 spielte er für den englischen Erstligisten Queens Park Rangers. Mit der nordirischen Nationalmannschaft nahm er an der Weltmeisterschaft 1986 in Mexiko teil.

## Karriere

### Als Spieler

#### Vereine
Alan McDonald debütierte am 24. September 1983 für die Queens Park Rangers in der Football League First Division 1983/84 und beendete die Saison mit dem von Terry Venables trainierten Aufsteiger auf dem fünften Tabellenplatz. Zuvor hatte der Abwehrspieler in der Saison 1982/83 bereits neun Ligaspiele für den englischen Zweitligisten Charlton Athletic bestritten. In der Football League First Division 1985/86 erspielte sich McDonald einen Stammplatz in der Defensive des Vereins aus London. Neben einem dreizehnten Platz in der Meisterschaft erreichte die Mannschaft das Finale des League Cup 1985/86. Die Finalpartie verloren die Rangers um den neunzig Minuten durchspielenden McDonald gegen Oxford United mit 0:3. Nach mehreren Jahren im Mittelfeld der First Division erreichte das Team von Trainer Gerry Francis in der neu eingeführten Premier League 1992/93 den fünften Tabellenrang. Die Mannschaft um Toptorjäger Les Ferdinand (Zweiter der Torschützenliste mit 20 Treffern) qualifizierte sich damit jedoch nicht für den Europapokal. Nach zwei Platzierungen im einstelligen Tabellenbereich, stieg der Verein 1995/96 als Tabellenvorletzter aus der Premier League in die nun zweitklassige First Division ab. In der Saison 1996/97 bestritt der 33-jährige Alan McDonald (39 Spiele/2 Tore) seine letzten Spiele für seinen langjährigen Verein und wechselte nach dem verpassten Wiederaufstieg (QPR wurde Tabellenneunter) zu Swindon Town.
Nach weiteren 33 Zweitligaspielen für seinen neuen Verein beendete Alan McDonald nach Ablauf der Saison 1997/98 seine Spielerkarriere.

#### Nordirische Nationalmannschaft
Alan McDonald debütierte am 16. Oktober 1985 für die nordirische Nationalmannschaft beim 1:0-Auswärtserfolg in Rumänien. Nordirland setzte sich dank dieses Erfolges in der Qualifikation für die WM 1986 hinter dem Gruppenersten England durch und erreichte damit die Teilnahme an der WM 1986 in Mexiko. Nach seiner Nominierung in den nordirischen WM-Kader setzte Nationaltrainer Billy Bingham den 22-jährigen Abwehrspieler in allen drei Gruppenspielen ein (1:1 gegen Algerien, 1:2 gegen Spanien und 0:3 gegen Brasilien). Nordirland schied als Tabellendritter nach der Gruppenphase aus dem Turnier aus.
Eine weitere Teilnahme an einem internationalen Turnier gelang Nordirland in den folgenden Jahren nicht. Alan McDonald bestritt am 27. März 1996 bei einer 0:2-Heimniederlage gegen Norwegen sein 52. und letztes Länderspiel.

### Als Trainer
Zu Beginn der Saison 2007/08 übernahm Alan McDonald den nordirischen Erstligisten Glentoran FC. In der Saison 2008/09 gewann er mit seiner Mannschaft die nordirische Meisterschaft. Am 1. März 2010 trat McDonald als Trainer des Erstligisten zurück.
Am 23. Juni 2012 verstarb McDonald im Alter von 48 Jahren auf einem Golfplatz bei Lisburn.